# Apium santiagoensis
Apium santiagoensis là một loài thực vật có hoa trong họ Hoa tán. Loài này được M.Hiroe mô tả khoa học đầu tiên năm 1979.